# Bundesstraße 535
Pour les articles homonymes, voir Route 535.
La Bundesstraße 535 (abrégé en B 535) est une Bundesstraße reliant Heidelberg à Schwetzingen.

## Localités traversées
- Bade-Wurtemberg
  - Arrondissement de Heidelberg
    - Heidelberg

  - Arrondissement de Rhin-Neckar
    - Plankstadt
    - Schwetzingen